# Australasian Championships 1909
Gli Australasian Championships 1909 (conosciuto oggi come Australian Open) sono stati la 5ª edizione degli Australasian Championships e quarta prova stagionale dello Slam per il 1909. Si è disputato nel novembre del 1909 sui campi in erba del Kitchener Park di Perth in Australia. 
Il singolare maschile è stato vinto dal neozelandese Anthony Wilding, che si è imposto sull'australiano Ernie Parker in tre set. Nel doppio maschile si è imposta la coppia formata da J. Keane e Ernie Parker. 
Non si sono giocati i tornei femminili e il doppio misto che saranno introdotti nel 1922.

## Risultati

### Singolare maschile
Anthony Wilding ha battuto in finale  Ernie Parker con il punteggio di 6–1, 7–5, 6–2.

### Doppio maschile
J. Keane /  Ernie Parker hanno battuto in finale  Tom Crooks /  Tony Wilding con il punteggio di 1–6, 6–1, 6–1, 9–7.